# Charles Fayod
Charles Fayod (Bex, 1857 – Losanna, 1932) è stato un pittore svizzero, attivo in Italia.

## Biografia
Fu attivo in Francia come illustratore di edizioni scientifiche e archeologiche; trasferitosi in Italia, dapprima a Nervi e in seguito a Pallanza, si distinse come pittore di paesaggi e soggetti floreali, spesso ad acquarello.